# المحيط الأطلسي
المحيط الأطلسي، أو المحيط الأطلنطي، أو بحر الظلمات، أو الأقيانوس، ثاني محيطات العالم مساحة بعد المحيط الهادئ، تبلغ مساحته حوالي106,400,000 كيلومتر مربع (41,100,000 ميل2) بحيث يغطي 20% تقريبا من مساحة الكرة الأرضية. و26% من مساحة المياه الكلية في الأرض، ويحده من الشرق قارتا أفريقيا وأوروبا، أما من الغرب فتحده الأمريكيتان. وقد جاء اسمه أطلس «Atlas» من الأساطير اليونانية (باليونانية: θάλασσα Ἀτλαντὶς؛ تعني: بحر أطلس)‏ تقريبا عام 450 ق.م، أي قبل اكتشاف المحيطات من قبل الأوروبيين، وكان مصطلح المحيط يطلق على المياه التي وراء مضيق جبل طارق والذي هو الآن المحيط الأطلسي. كان اليونانيون قديمًا يعتقدون أن هذا المحيط نهر عملاق يطوق العالم كله.
إن أقدم تعريف لكلمة «الأطلسي» في تاريخ هيرودوتس تقريباً هي في عام 450 ق.م: اتلانتيس ثالاسا Atlantis thalassa، قبل اكتشاف المحيطات الأخرى من قبل الأوروبيين، فإن مصطلح «المحيط» نفسه كان يطلق على المياه التي وراء مضيق جبل طارق خلاف الذي نعرفه الآن باسم الأطلسي، وكان العرب في العصور الوسطى يطلقون عليه اسم بحر الظلمات.
المحيط الأطلسي يشكل حوض بحرف S يمتد طوليا بين الأمريكتين إلى الغرب، وأوراسيا وأفريقيا إلى الشرق. كمحيط واحد من المحيط العالمي المترابط، فهو متصل في الشمال بالمحيط المتجمد الشمالي (الذي يعتبر في بعض الأحيان من ضمن المحيط الأطلسي)، إلى المحيط الهادئ من الجنوب الغربي والمحيط الهندي من الجنوب الشرقي، والمحيط المتجمد الجنوبي في الجنوب. (معلومات أخرى تصف المحيط الأطلسي بأنه يمتد جنوباً إلى القارة القطبية الجنوبية أنتاركتيكا)، ويقسم خط الاستواء المحيط إلى المحيط الأطلسي الشمالي والمحيط الأطلسي الجنوبية.

## الجغرافيا والتضاريس

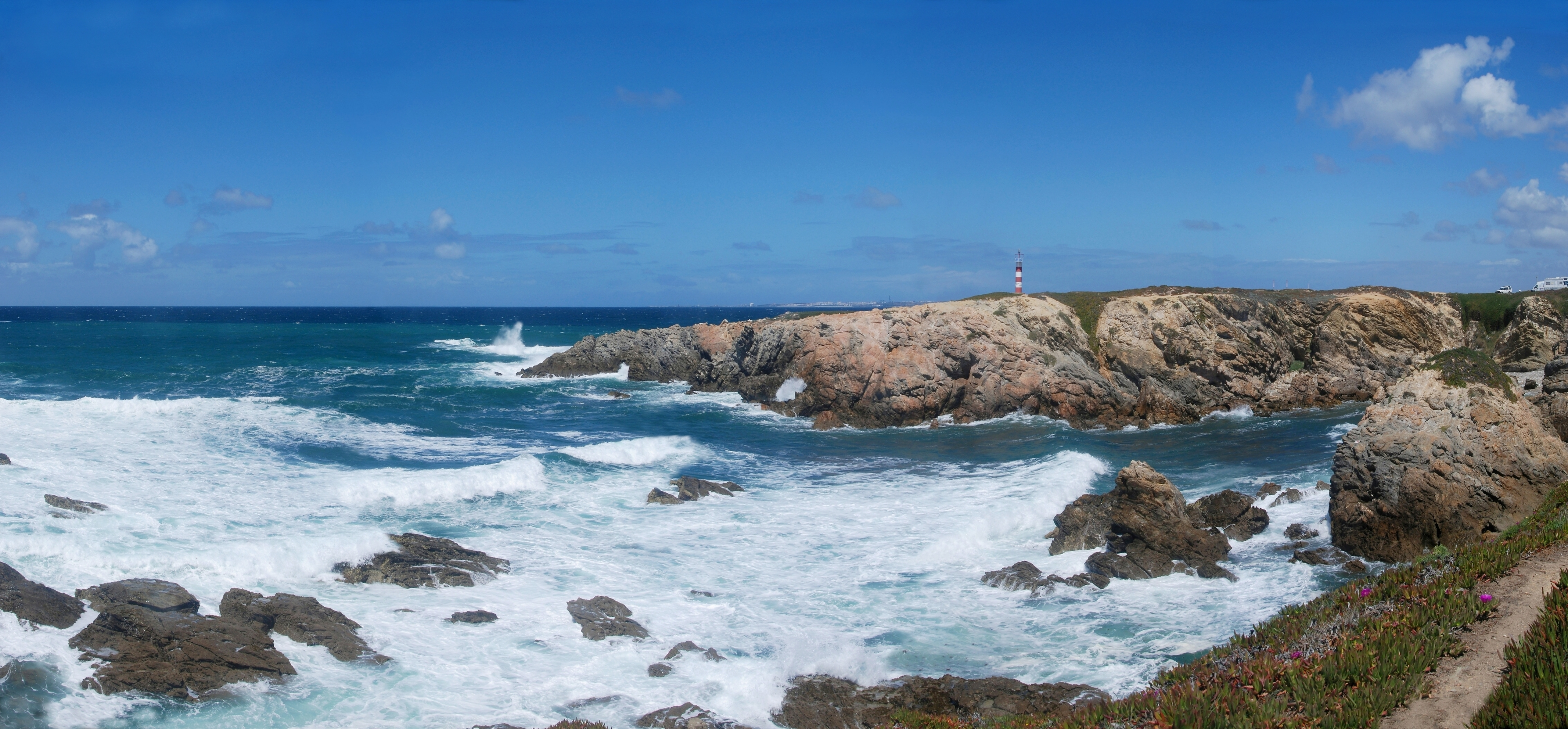
منظر للمحيط الأطلسي من الساحل الغربي للبرتغال

كما ذكر من قبل فإن المحيط الأطلسي يغطي حوالي 22 ٪ من سطح الأرض، وهو الثاني من حيث الحجم بعد المحيط الهادئ. فمع البحار المجاورة له فإن المساحة الكلية تكون حوالي 106,400,000 كم مربع (41,100,000 ميل مربع)؛ وبدونها، فإن مساحته تكون 82,400,000 كم مربع (31,800,000 ميل مربع). إن حجم المحيط الأطلسي مع البحار المجاورة له تبلغ 354,700,000 كم مكعب (85,100,000 ميل مكعب) وبدونها 323,600,000 كم مكعب (77,640,000 ميل مكعب).
أما متوسط عمق المحيط الأطلسي مع البحار المتاخمة له يبلغ 3,339 م (10,955 قدم)؛ وبدونها هو 3,926 م (12,881 قدم). أعظم عمق يبلغ 8,605 م (28,232 قدم)، في خندق بورتوريكو. إن عرض المحيط الأطلسي يختلف من 2,848 كم (1,770 ميل) بين البرازيل وسيراليون إلى أكثر من 6,400 كم (4,000 ميل) في الجنوب.
عادة يغطي الجليد البحري سطح بحر لابرادور في مضيق الدنمارك، وبحر البلطيق من شهر أكتوبر إلى يونيو. تظهر تيارات المحيط الدائرية للمياه الدافئة باتجاه حركة عقارب الساعة شمال الأطلسي، وتيارات المحيط الدائرية للمياه الدافئة عكس اتجاه عقارب الساعة في المحيط الأطلسي الجنوبي. تعتبر مرتفعات وسط الأطلسي محور وعرة بين الشمال والجنوب لحوض المحيط الأطلسي بأكمله، تم اكتشافه لأول مرة من قبل البعثة تشالنجر التي سيطرت على علوم قاع المحيط. وقد تشكلت بغعل النشاط البركاني وكذلك شكلت قاع المحيط والجزر التي فوقه.
إن للمحيط الأطلسي سواحل غير منتظمة ومتعرجة بسبب العديد من الخلجان والبحار. ومن الأمثلة على ذلك بحر النرويج، بحر البلطيق، بحر الشمال، بحر لابرادور، البحر الأسود، خليج سانت لورنس، خليج فاندى، خليج مين، البحر الأبيض المتوسط، خليج المكسيك والبحر الكاريبي.
يحد المحيط الأطلسي من الغرب أمريكا الشمالية والجنوبية. يتصل بالمحيط المتجمد الشمالي عبر مضيق الدنمارك، بحر جرينلاند، بحر النرويج وبحر بارنتس. ويحده من الشرق أوروبا، مضيق جبل طارق (حيث يربط البحر الأبيض المتوسط - أحد بحاره المهمشة—ويتليه البحر الأسود) وأفريقيا.
في جنوب شرق يندمج المحيط الأطلسي مع المحيط الهندي عند خط الطول 20 درجة شرقا، الذي يمتد من جنوب رأس أقولاس إلى القارة القطبية الجنوبية.إن بعض المراجع تبين انه يمتد جنوبا إلى القارة القطبية الجنوبية، والبعض الآخر تبين أنها حده يكون عند خط العرض 60 ° الموازي للمحيط الجنوبي.
في الجنوب الغربي يرتبط المحيط الأطلسي مع المحيط الهادئ عبر ممر دريك وكذلك قناة بنما (بصنع الإنسان) تربط المحيط الأطلسي بالمحيط الهادئ. إلى جانب كل ما ذكر يوجد مسطحات مائية كبيرة تجاور المحيط الأطلسي مثل البحر الكاريبي، خليج المكسيك، خليج هدسون، المحيط المتجمد الشمالي، البحر الأبيض المتوسط، بحر الشمال، بحر البلطيق وبحر سلتيك.

## المناخ

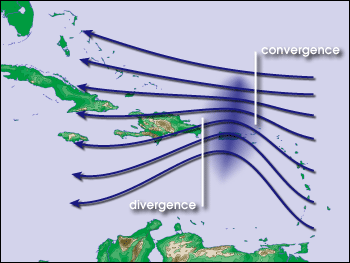
الموجات في الرياح التجارية في مناطق المحيط الأطلسي التي تلتقي بالرياح التي تتحرك على طول مسار الرياح السائدة التي تنشئ تقلب في الغلاف الجوي مما يؤدي إلى تكون الأعاصير.

يتأثر المناخ من درجة حرارة المياه السطحية والتيارات المائية وكذلك الرياح. إن المناخ البحري أكثر اعتدالا وأقل تأثرا بالتغيرات الموسمية من مناخ اليابسة بسبب سعة حرارة المحيطات العظيمة المخزنة. هطول الأمطار يقارب بيانات الطقس الساحلية وكذلك درجة حرارة الهواء من درجة حرارة المياه.
المحيطات هي المصدر الرئيسي لرطوبة الغلاف الجوي التي يتم الحصول عليها عن طريق التبخر، وتختلف المناطق المناخية مع اختلاف خط العرض، كما تمتد المناطق الأكثر دفئا خلال المحيط الأطلسي شمال خط الاستواء، والمناطق الأكثر برودة تكون في خطوط العرض الأعلى، مع برودة المناطق المقابلة للمناطق التي يغطيها الجليد البحري. تأثر تيارات المحيط بالمناخ عن طريق نقل المياه الدافئة والباردة إلى مناطق أخرى. وتتأثر الأراضي المجاورة لها بالرياح التي بردت أو دفئت عند هبوبها على هذه التيارات.
بسبب تيار الخليج وامتداده نحو شمال أوروبا وجرف شمال الأطلسي على سبيل المثال تزيد درجة حرارة الغلاف الجوي للجزر البريطانية وشمال غرب أوروبا، وتيارات الماء البارد تسبب الضباب الكثيف قبالة سواحل كندا الشرقية (غراند بانكس من منطقة نيو فاوند لاند) وساحل أفريقيا الشمالي الغربي. عامة الرياح تنقل رطوبة الهواء إلى اليابسة.
تتشكل الأعاصير المدارية خارج سواحل أفريقيا قرب الرأس الأخضر وتتحرك غربا نحو البحر الكاريبي، تحدث الأعاصير في شهري مايو -ديسمبر ولكنها أكثر شيوعا في أغسطس- نوفمبر. تكثر العواصف الرعدية في شمال المحيط الأطلسي في فصل الشتاء، مما يجعل معظم الرحلات البحرية صعبة وخطيرة.

## التاريخ

عرض متحركة يوضح انفصال القارة الأم بانجيا، التي شكلت المحيط الأطلسي المعروف هذا الوقت.

يبدو المحيط الأطلسي أصغر ثاني محيط من المحيطات الخمسة. وقد كان لا وجود له قبل 130 مليون سنة، عندما تشكلت القارات من تفكك القارة الأم بانجيا، وكان الانجراف جزء من تمدد قاع البحر. وقد تم اكتشاف المحيط الأطلسي على نطاق واسع منذ أقدم المستوطنات على طول شواطئها.
كان الفايكينج، البرتغال والإسبان الأكثر شهرة بين المستكشفين الأوائل. بعد كولومبوس زادت الاستكشافات الأوروبية بسرعة، وأنشئت العديد من الطرق التجارية الجديدة.
ونتيجة لذلك، أصبح المحيط الأطلسي ولا يزال الشريان الرئيسي بين أوروبا والأمريكتين (المعروف باسم التجارة عبر الأطلسي).
الاستكشافات العلمية تشمل حملة تشالنجر، بعثة النيزك الألمانية، مرصد لامونت دوهيرتي للأرض التابع لجامعة كولومبيا، المكتب الهيدروغرافي لبحرية الولايات المتحدة.

### أشهر من قطع الأطلسي
- عام 1000، الآيسلندي ليف إريكسون أول أوروبي اكتشف ساحل المحيط الأطلسي لأمريكا الشمالية وكذلك فعل فينلاند. وقد تم توثيق هذا الاكتشاف النرويجي في القرن 13th في الملاحم الآيسلندية وكانت تؤكده أدلة لانس اوكس ميدوس الأخيرة.
- عام 1003، قاد ثورفينر كارلسيفني لمحاولة استيطان الفايكنغ في أمريكا الشمالية ولكنها كانت تدار من قبل المواطنين.
- عام 1004، كان سنوري ثرو فينسون أول أوروبي ولد في القارة الأمريكية.
- عام 1419 و 1427، وصل البحارة البرتغاليين جزر ماديرا والأزور على التوالي.
- من عام 1415 حتى 1488 أبحر المستكشفون البرتغال على طول سواحل غرب أفريقيا وصولا إلى رأس الرجاء الصالح.
- عام 1492، حط كريستوف كولومبوس في مكان ما في جزر البهاما.
- عام 1500، وصل بيدرو ألفاريز كابرال إلى البرازيل.
- عام 1524، اكتشف البحار الإيطالي جيوفاني دي فيرازانو الساحل الشرقي للولايات المتحدة الأمريكية.
- عام 1764 أبحر وليام هاريسون (ابن جون هاريسون) على متن الفرقاطة تتار (HMS Tartar) مع آلة الوقت (H-4) لحساب خطوط الطول. وأصبحت الرحلة أساس اختراع النظام العالمي خطوط الطول.
- عام 1858، وضع سايروس ويست فيلد أول كابل للتلغراف عبر الأطلسي (لكنها فشلت بسرعة).
- عام 1865 وضعت سفينة برونيل إس إس جريت إسترن أول كابل للبرق ناجح عبر المحيط الأطلسي.
- في 15 أبريل 1912 غرقت التيتانيك بعد ارتطامها بجبل جليدي وفقدان أكثر من 1500 شخص.[5]
- من 1914-1918 جرت أول معركة في المحيط الأطلسي.
- عام 1919، أصبحت الطائرة (NC-4) أول طائرة (طائرة مائية) تعبر المحيط الأطلسي (على أنها هبطت عدة مرات على الجزر وعلى البحر طول الطريق، فقد قطعت مئات من الأميال).

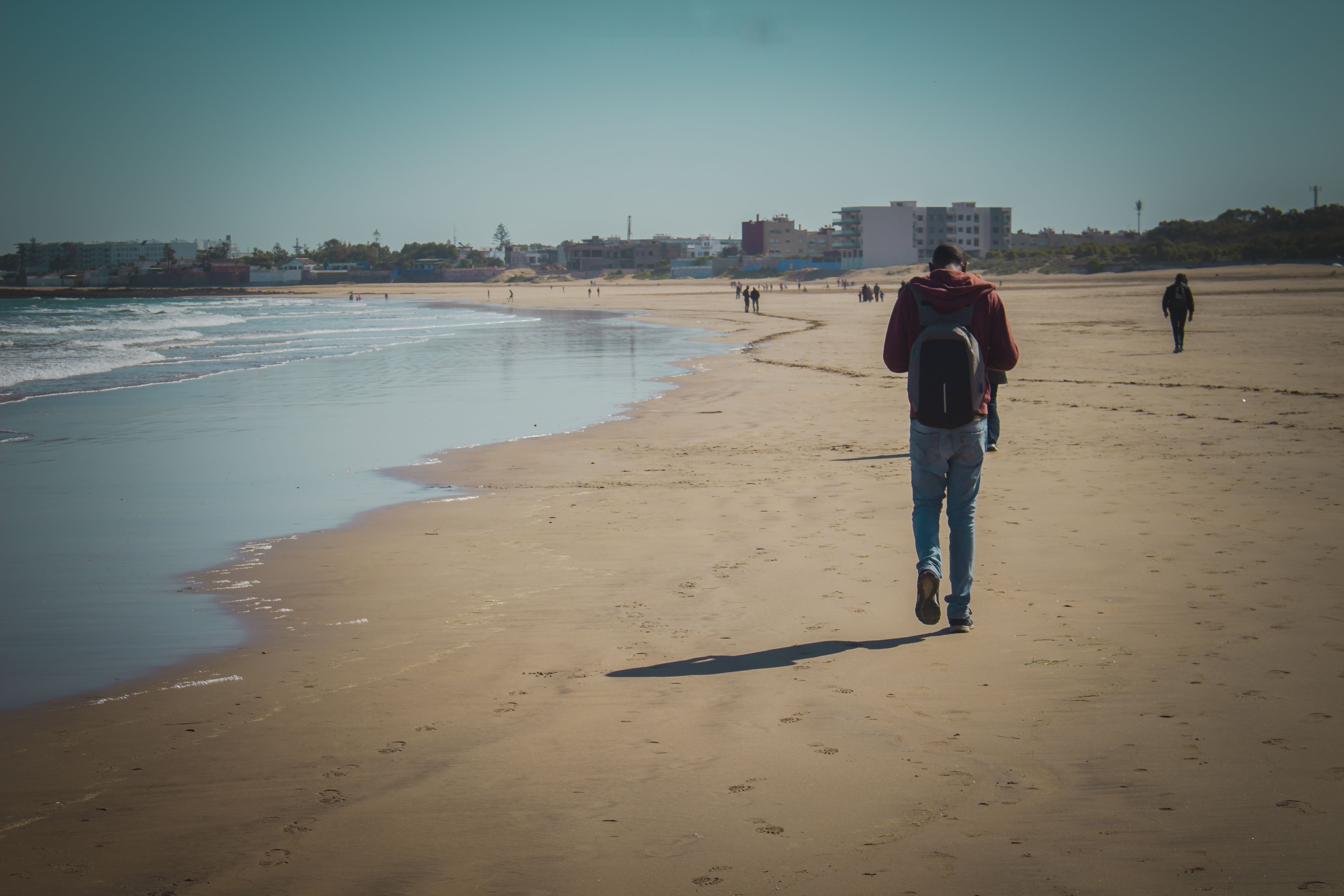
شاطئ ميرامار بمدينة المحمدية شرق المحيط الأطلسي (المغرب)

- شاطئ ميرامار بمدينة المحمدية شرق المحيط الأطلسي (المغرب)اواخر عام 1919، أول رحلة بطائرة بريطانية يقودها ألكوك وأدلى براون عبر المحيط الأطلسي دون توقف، من جزيرة نيوفنلند إلى جزيرة أيرلندا.
- عام 1921، كان البريطانيون أول من عبر المحيط الأطلسي الشمالي في سفينة هوائية (منطاد).
- عام 1922، سكادورا كابرال وكوتينهو جاجو أول من عبرا جنوب المحيط الأطلسي في سفينة هوائية (منطاد).
- عام 1927، أول رحلة لتشارلز لندبرغ منفردا من دون توقف عبر المحيط الأطلسي في طائرة (ما بين مدينة نيويورك وباريس).
- عام 1932، أصبحت أميليا إيرهارت أول امرأة تقوم برحلة بمفردها عبر المحيط الأطلسي.
- من 1939-1945، المعركة الثانية للأطلسي. غرق فيها من سفن الحلفاء ما يقرب من 3700 بتكلفة 783 من الغواصات الألمانية.[6]
- عام 1952، كانت آن دافيسون أول امرأة تبحر بمفردها عبر المحيط الأطلسي.
- عام 1975، عبر فونز أورليمانس الأطلسي في 82 يوما، بدءا من آسفي (المغرب) إلى ترينيداد وتوباغو، على طوافة من صنع يده.
- عام 1980، جيرار دي ابفولي أول رجل يعبر المحيط الأطلسي بالتجديف.
- عام 1984، خمسة أرجنتينيين ابحروا في طوافة طولها 10 امتار مصنوعة من جذوع الأشجار تسمى اتلانتيس من جزر الكناري وبعد 52 يوما قطعو 4,800 كم (3,000 ميل) وصلت الرحلة إلى فنزويلا في محاولة لإثبات أن المسافرين القادمين من أفريقيا قد عبرو المحيط الأطلسي قبل كريستوفر كولومبس.[7][8]
- عام 1994، كان غي ديلاج أول رجل يزعم انه قطع المحيط الأطلسي سباحة (باستخدام لوح السباحة، من الرأس الأخضر إلى بربادوس).
- عام 1998، بينوا ليكومت أول رجل يسبح عبر المحيط الأطلسي الشمالي بدون لوح سباحة، وتوقف أسبوع واحد فقط في جزر الأزور.
- عام 1999، بعد 81 أيام من التجديف وقطع 4,767 كم (2,962 ميل)، أصبحت توري موردين أول امرأة تعبر المحيط الأطلسي وحيدة بواسطة زورق من جزر الكناري إلى جزر جوادلوب.

## خصائص المياه

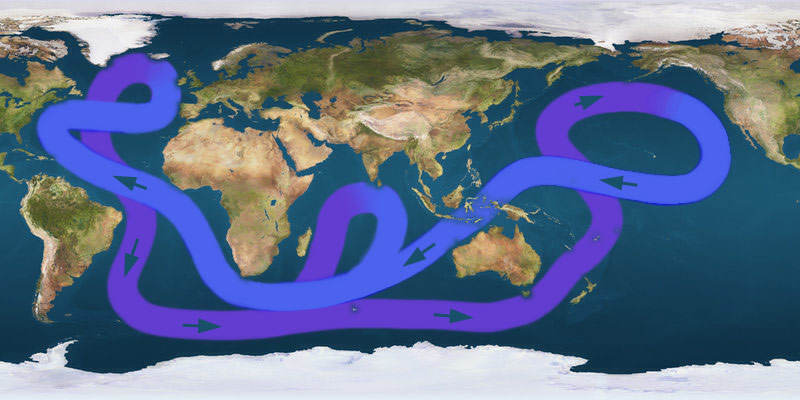
مسار الدورة الحرارية الملحية. المسارات البنفسجية تمثل تيارات المياه العميقة، في حين أن المسارات الزرقاء تمثل التيارات السطحية.

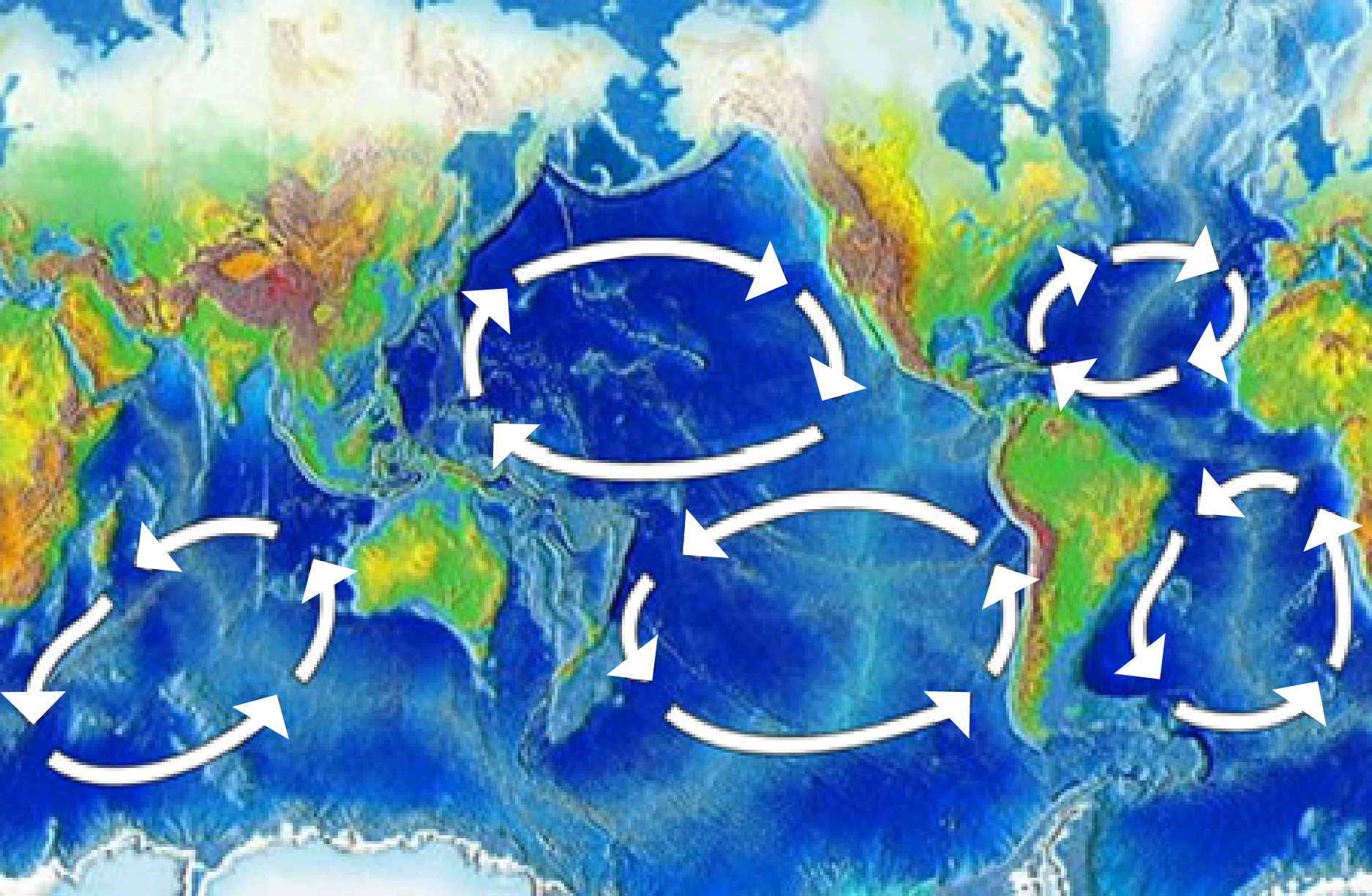
خريطة الدوامات الحلقية للخمسة محيطات الرئيسية

يعتبر متوسط ملوحة المحيط الأطلسي هي الأكثر؛ فان ملوحة المياه السطحية في المحيط المفتوح في النطاق من 33 إلى 37 جزاء لكل ألف (3.3 حتي 3.7 ٪) من الكتلة وتختلف مع اختلاف خط العرض واختلاف الموسم. إن كل من التبخر، هطول الأمطار، تدفق الأنهار وذوبان الجليد البحري يؤثر على كمية الملوحة السطحية. على الرغم من أن كمية الملوحة فقط شمال خط الاستواء (بسبب هطول الأمطار الاستوائية الغزيرة)، بصفة عامة تقل كمية الملوحة في خطوط العرض المرتفعة على طول السواحل حيث تصب الأنهار الكبيرة. كمية الملوحة القصوى تكون في حوالي 25 درجة شمالا وجنوبا في المناطق شبه استوائية بسبب انخفاض معدل هطول الأمطار ونسبة التبخر العالية.
تختلف درجات حرارة المياه السطحية لعدة عوامل مثل اختلاف خطوط العرض وأنظمة التيارات، والمواسم والطاقة الشمسية المنعكسة باختلاف خطوط العرض والتي تتراوح اقل من -2 درجة مئوية (28.4 درجة فهرنهايت).تكون درجات الحرارة العظمى شمال خط الاستواء، والقيم الأدنى في المناطق القطبية. في خطوط العرض المتوسطة، فأن درجة الحرارة القصوى تختلف من 7-8 درجات مئوية (12-15 درجة فهرنهايت).
يتكون المحيط الأطلسي من أربع كتل مائية رئيسية. شمال وجنوب المحيط الأطلسي والمياه الوسطى التي تشكل السطح. تمتد المياه المتوسطة في المنطقة شبه القطبية إلى عمق 1,000 م (3,300 قدم). تصل أعماق مياه شمال الأطلسي إلى 4,000 م (13,000 قدم). تحتل مياه قاع القطب الجنوبي أحواض المحيط على عمق أكثر من 4,000 م.
تعزل تيارات المحيط بحر سارجاسو شمال المحيط الأطلسي مناطق كبيرة ممتدة من المياه ذات ملوحة فوق المتوسط. بحر سارجاسو يحتوي على كميات كبيرة من الأعشاب البحرية وأيضا يحتوي على بيض ثعبان البحر الأوروبي وثعبان البحر الأميركي.
تتحرك مياه شمال الأطلسي في اتجاه عقارب الساعة بسبب تأثير كوريوليس، في حين أنها تتحرك جنوب الأطلسي عكس اتجاه عقارب الساعة.المد والجزر الجنوبي شبه يومي في المحيط الأطلسي، وهذا ويحدث المد والجزر العالي مرتين كل 24 ساعة قمرية. في خطوط العرض أعلى 40 درجة شمال يحدث بعض التذبذب شرقا وغربا.

## قاع المحيط

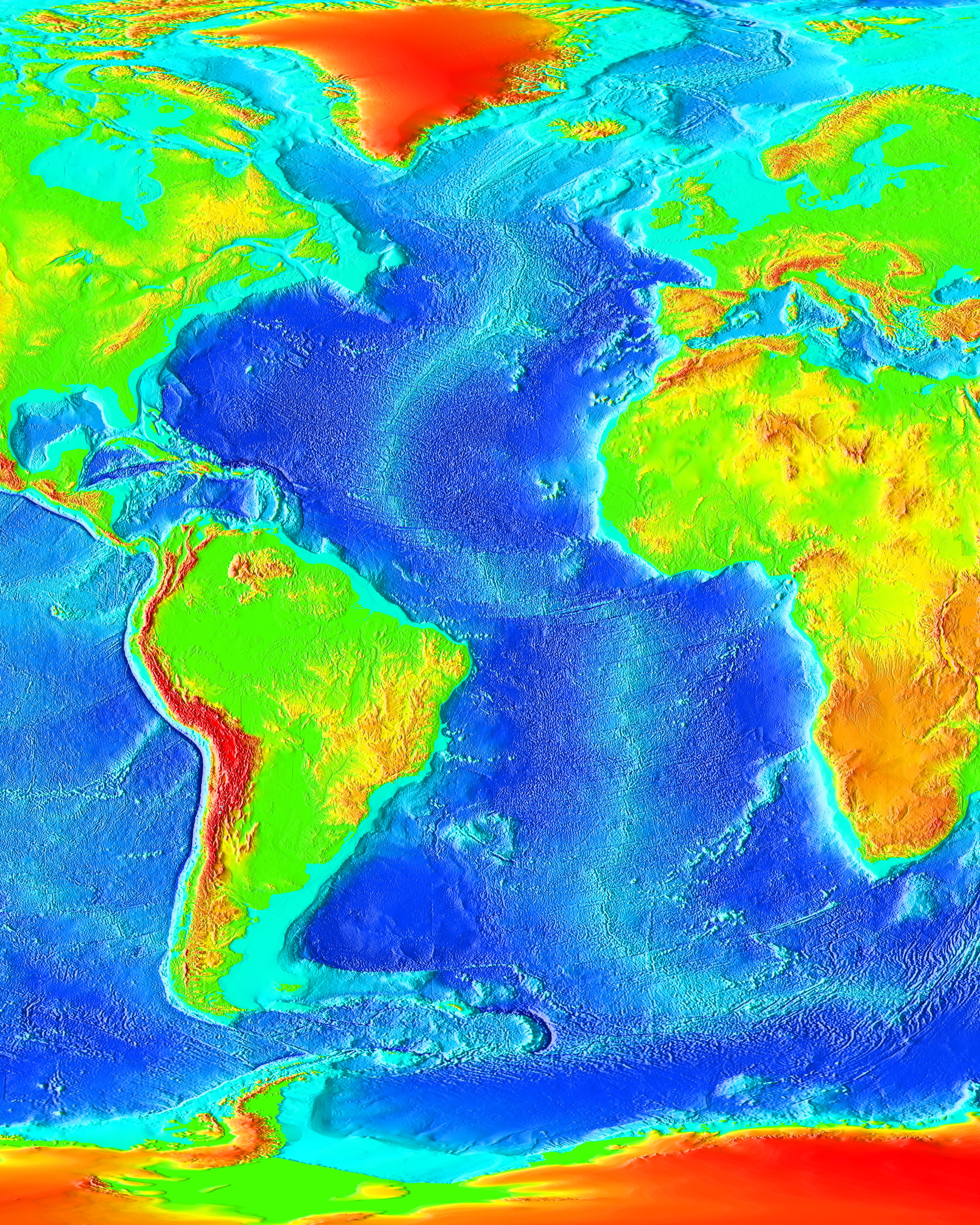
خريطة تستخدم فيها الألوان لإظهار عمق المحيط

الميزة الرئيسية لقياس الأعماق (طبوغرافيا القاع) هي سلسلة جبال المغمورة تسمى مرتفعات وسط الأطلسي. فهي تمتد من أيسلندا في الشمال إلى تقريبا خط عرض 58 درجة جنوبا، حيث يبلغ أقصى عرض لها حوالي 1,600 كم (990 ميل).يمتد وادي الأخدود العظيم على طول سلسلة المرتفعات معظم طوله.و عمق المياه في قمة المرتفعات أقل من 2,700 م (8,900 قدم) في معظم الأماكن، حجم الجزء السفلي من المرتفعات يعادل ثلاثة أضعاف حجمه فوق سطح الماء الذي يشكل الجزر. يوجد مرتفعات أخرى جنوب المحيط الأطلسي تسمى مرتفعات والفيس.
تقسم مرتفعات وسط المحيط الأطلسي المحيط إلى حوضين كبيرين بعمق يقدر من 3,700-5,500 م (12,100-18,000 قدم). تمر المرتفعات المعترضة بين القارات ومرتفعات وسط الأطلسي تقسيم قاع المحيط في عدة أحواض. بعض هذه الأحواض الكبيرة هي بليك، جويانا، أمريكا الشمالية، الرأس الأخضر وأحواض جزر الكناري شمال المحيط الأطلسي. أكبر أحواض جنوب المحيط الأطلسي هي أحواض أنغولا، الرأس، الأرجنتين وحوض البرازيل.
يعتبر قاع المحيط العميق مسطح بشكل متناسب مع الأعماق العرضية والسهول السحيقة، الخنادق، الجبال البحرية، الأحواض، الهضاب والأخاديد. تشكل الرفوف المتعددة على طول هوامش القارات حوالي 11 ٪ من تضاريس قاع البحر مع عدد قليل من القنوات العميقة تختصر المرتفع القاري. إن بحر الشمال ونوفا سكوشا شاملة اتلانتك هوك في الماضي ما قبل التاريخ قد انفصلت بسبب الانجراف القاري.
قاع المحيطات الخنادق والجبال البحرية:
- خندق بورتو ريكو، في شمال المحيط الأطلسي، يعتبر اعمق خندق يقدر بحوالي 8,605 م (28,232 قدم).[12]
- هاوية لورنتين تم العثور عليها قبالة الساحل الشرقي لكندا.
- خندق ساندويتش الجنوبي يصل عمقه 8,428 م (27,651 قدم).
- خندق الرومانشية يقع بالقرب من خط الاستواء ويصل عمقه حوالي 7,454 م (24,455 قدم).

تتألف رواسب المحيطات من:
- رواسب قارية - في اصول الأرض، وتتكون من الرمل والطين وجزيئات صخرية تشكلت بسبب التآكل، التجوية والنشاط البركاني على الأراضي التي انجرفت للبحر. وقد تم العثور على هذه المواد في الغالب على المنحدرات القارية وتزداد سمكا بالقرب من مصبات الأنهار الكبيرة أو على السواحل الصحراوية.
- رواسب البحر المفتوح، والتي تحتوي على بقايا الكائنات الحية التي تستقر في قاع المحيط، وتشمل الطين الأحمر و" Globigerina", "pteropod" والرواسب الطينية السليكونية. هذه تغطي معظم قاع المحيط وتتراوح سماكتها من 60 - 3,300 م (200 - 10,800 قدم) وتكون اسمك في الأحزمة المتقاربة، ولا سيما في مرتفعات هاملتون في مناطق انبثاق المياه.
- رواسب المعادن الموضوعية المنشأ تتكون من مواد مثل كرات المنغنيز. يحصل ذلك بالترسيب البطئ أو بسبب ترسيب التيارات، كما هو الحال في منحنى هيويت.

## الحدود
المحيط الأطلسي يفصل الأمريكتين عن أوراسيا وأفريقيا. ويمكن تقسيمه بواسطة خط الاستواء إلى جزئين شمالي وجنوبي.
يحتوى الأصدار الثالث من حدود المنظمة الهيدروغرافية الدولية (IHO) للمحيطات والبحار على تعريف حدود المحيط الأطلسي (باستثناء البحار التابعة) على النحو التالي:
الأطلسي الشمالي:
- الغرب - الحدود الشرقية للبحر الكاريبي، الحدود الجنوبية شرقية من خليج المكسيك من الساحل الشمالي لكوبا إلى كي وست، الحدود الجنوبية غربية من خليج فندي وجنوب شرق وشمال شرق حدود خليج سانت لورنس.
- الشمال - الحدود الجنوبية لمضيق ديفيس من ساحل لابرادور إلى غرينلاند والحدود الجنوبية غربية من بحر غرينلاند والبحر النرويجي من غرينلاند إلى جزر شتلند.
- الشرق - الحدود الشمالية غربية من بحر الشمال، والحدود الشمالية والغربية للبحار الاسكتلندية، والحد الجنوبي للبحر الأيرلندي، الحدود الغربية للقناتي بريستول والإنجليزية، من خليج بسكاي والبحر الأبيض المتوسط.
- الجنوب - خط الاستواء، من سواحل البرازيل إلى الحدود الجنوبية غربية من خليج غينيا.

الأطلسي الجنوبي:
- الجنوب الغربي - خط الطول لكايب هورن وشيلي (67 ° 16'W) من أرض النار إلى القارة القطبية الجنوبية؛ خط من رأس العذارى إلى رأس اسبيريتو سانتو [الإنجليزية] وتييرا ديل فويغو، والمدخل الشرقي لمضيق ماجلان وشيلي.
- الغرب - حدود ريو دي لا بلاتا.
- الشمال - الحدود الجنوبية للمحيط الأطلسي الشمالي.
- الشمال الشرقي - حدود خليج غينيا.
- الجنوب الشرقي - من رأس أقولاس امتداد خط الطول 20 درجة شرقا إلى القارة القطبية الجنوبية.
- الجنوب - القارة القطبية الجنوبية.

## الجزر
- غرينلاند
- آيسلندا
- جزر فارو
- بريطانيا العظمى (والجزر المحيطة بها)
- أيرلندا
- روكال
- نيوفنلند
- روكاس المرجانية
- جزيرة أسينشين
- سانت هيلينا
- جزر ترينيداد ومارتم فاز
- تريستان دا كونا
- جزيرة جوف (المعروف أيضا باسم دييغو الفاريز)
- جزر فوكلاند
- أرض النار
- جورجيا الجنوبية وجزر ساندويتش الجنوبية
- جزيرة بوفيت
- جزيرة سايبل
- جزر الأزور
- ماديرا
- برمودا
- جزر الكناري
- منطقة البحر الكاريبي
- الرأس الأخضر
- ساو توميه وبرينسيب
- مقاطعة أنوبون
- فرناندو دی نورونها

## الموارد الطبيعية
يحتوي الأطلسي على حقول النفط والغاز وكذلك الأسماك والثدييات البحرية (مثل الفقمة والحيتان) ويحتوي على الرمل والحصى، والرواسب الثمينة، كرات المنغنيز، والأحجار الكريمة.

## المحيط الإثيوبي
راجع: البحر الأثيوبي
البحر الأثيوبي، أو المحيط الإثيوبي وبالاتينية (Æthiopicum Mare)، هو الاسم القديم لجنوب المحيط الأطلسي، والذي ينفصل من شمال المحيط الأطلسي من عند المنطقة الضيقة بين ناتال، البرازيل ومنروفيا، ليبيريا. يبين استخدام هذا المصطلح في إشارة أن في الماضي كان يشار إلى قارة أفريقيا كلها باسم أثيوبيا. إن أمة إثيوبيا الحديثة، تقع شمال شرق أفريقيا، وليست بالقرب من أي مكان من المحيط الإثيوبي، وهو ما يمكن أن يقال أنها تقع قبالة الساحل الغربي لأفريقيا. كان مصطلح المحيط الإثيوبي يستخدم بعض الأحيان حتى منتصف القرن 19.[بحاجة لمصدر]

## الأخطار الطبيعية

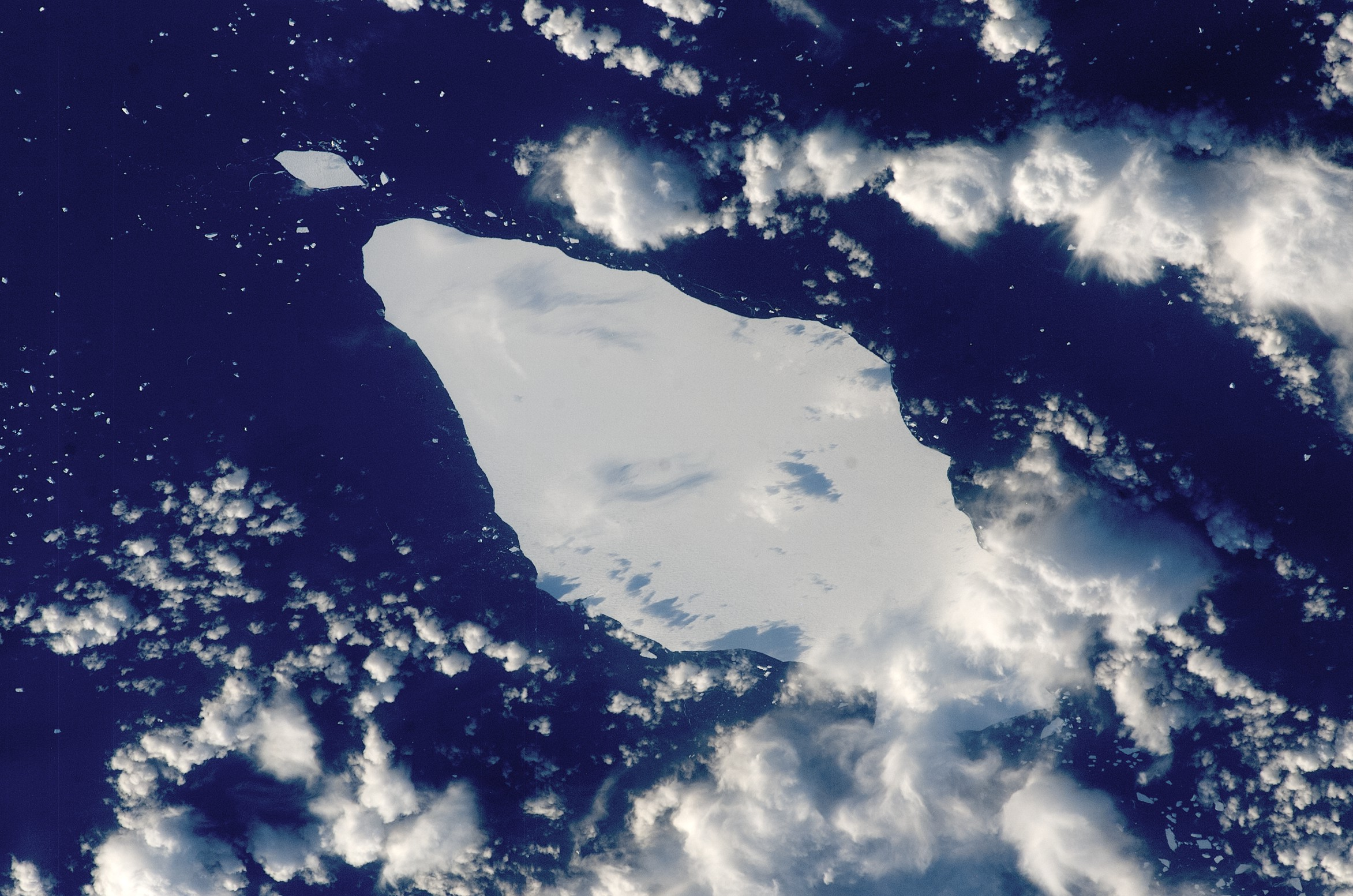
الجبل الجليدي A22A في جنوب المحيط الأطلسي

تكثر الجبال الجليدية من شهر فبراير إلى أغسطس في مضيق ديفيس، مضيق الدنمارك، وشمال غرب الأطلسي وقد رصدت جنوبا حتى برمودا وماديرا. وتتعرض السفن للجليد الذي يغطي هيكلها العلوي في أقصى الشمال من شهر أكتوبر إلى مايو. وكذلك يشكل الضباب المستمر خطرا للأبجار من شهر مايو حتى سبتمبر، وكذلك الأعاصير شمال خط الاستواء (من مايو حتى ديسمبر).
لدى جنوب شرق ساحل الولايات المتحدة تاريخ طويل من حطام السفن بسبب المياه الضحلة والشعاب الكثيرة. وسواحل فيرجينيا ونورث كارولينا خطيرة بشكل خاص.
يسود اعتقاد عام بكثرة حوادث الطيران والسفن في مثلث برمودا للأسباب غير مبررة وغامضة، ولكن سجلات خفر السواحل لا تدعم هذا الاعتقاد.

## الأهمية الثقافية
السفر عبر المحيط الأطلسي لعب دورا رئيسيا في توسع الحضارة الغربية في الأمريكتين. فهو الذي يفصل بين «العالم القديم» من «العالم الجديد» في العصر الحديث، وقد أطلق عليه بعض الأوصاف التي تشير إليه بظرافة صغره مثل بِركة المياه، ويبين هذا الوصف الانقسام الجغرافي والثقافي بين أمريكا الشمالية وأوروبا ولا سيما بين الدول الناطقة باللغة الإنكليزية في كلتا القارتين. وكثير من البريطانيين يشيرون إلى الولايات المتحدة وكندا بـ«المرورعبر البِركة» وكذلك العكس.

## الاقتصاد
ساهم المحيط الأطلسي إلى حد كبير في تنمية اقتصاد البلدان المجاورة. بالإضافة إلى طرق النقل الرئيسية والاتصالات، فإنه يتوفر في المحيط الأطلسي كمية كبيرة من النفط المتواجد في الصخور الرسوبية للجرف القاري. يحتوي المحيط أيضا على مورد العالم الغني لصيد الأسماك، وخصوصا في المياه التي تغطي الرفوف.أنواع الأسماك الرئيسية هي القد، الحدوق، النازلي، الرنجة والماكريل.
أكثر المناطق إنتاجية هي جزيرة نيوفنلند في غراند بانكس، جرف نوفا سكوشا، جورج بانك قبالة كيب كود، وباهاما بانكس، والمياه المحيطة لأيسلندا، والبحر الأيرلندي، ودريجر بانك من بحر الشمال وفوكلاند بانكس. تظهر الثعابين المائية، جراد البحر، والحيتان بكميات كبيرة. بسبب التهديدات البيئية من انسكاب النفط، والقمامة البحرية، وترميد النفايات السامة في البحر، وهناك معاهدات دولية مختلفة لمحاولة الحد من التلوث.

## القضايا البيئية الحالية
الكائنات البحرية المهددة بالانقراض تشمل خروف البحر والفقمة وأسد البحر، والسلاحف، والحيتان. يمكن للشباك الهائمة والصيد أن تقتل الدلافين وطيور القطرس والطيور البحرية الأخرى (مثل النوء، الأوك)، وتسرع انخفاض المخزون السمكي وتساهم بمنازعات دولية. التلوث المحلي يأتي من شرق الولايات المتحدة، جنوب البرازيل، وشرق الأرجنتين والتسرب النفطي في البحر الكاريبي، خليج المكسيك، بحيرة ماراكايبو، البحر الأبيض المتوسط، وبحر الشمال، وأيضا النفايات الصناعية وسكب مياه الصرف الصحي في بحر البلطيق، وبحر الشمال، والبحر الأبيض المتوسط.
في عام 2005، كان هناك بعض القلق من التيارات الساخنة البطيئة شمال أوروبا، ولا يوجد أي اتفاق علمي يوضح الأسباب.
يوم 7 يونيو 2006، صوتت لجنة الحياة البرية في فلوريدا لاتخاذ خروف البحر في قائمة الولاية للأنواع المهددة بالانقراض. بعض نشطاء البيئة قلقين من أن هذا قد يقلل ضمانات مخلوق البحر الشعبي.

### التلوث البحري
التلوث البحري هو مصطلح عام لدخول المواد الكيميائية أو أي أجزاء ضارة في المحيط.أكبر الجناة هم الناس الذين يستخدمون الأنهار للتخلص من نفاياتها. تصب الأنهار وتفرغ في المحيط، ومعها الكثير من المواد الكيميائية المستخدمة كسماد للزراعة والفضلات الحيوانية والبشرية. فائض المواد الكيميائية المستنزفة للأكسجين في المياه يؤدي إلى نقصه وتنتج عن ذلك مناطق ميتة.
الحطام البحري، المعروف بالقمامة البحرية، هو مصطلح يستخدم لوصف صنع الإنسان لنفايات وجدت نفسها عائمة في بحيرة، بحر، محيط، أو المجاري المائية. تتجه نفايات المحيط إلى مراكز الدوامات والسواحل.

## القضايا البيئية

### الأنواع المهددة بالانقراض
يوجد بعض أنواع من الكائنات البحرية مهددة بخطر الانقراض، من بين تلك الأنواع خراف البحر والفقمة وأسود البحر والسلاحف والحيتان. يمكن أن يؤدي الصيد بالشباك العائمة (وهي تقنية صيد حيث تتدلى الشباك عموديًا في الماء) إلى قتل الدلافين وطيور القطرس والطيور البحرية الأخرى (كطيور النوء وطيور الأوك)، ما يؤدي إلى تسريع انخفاض المخزون السمكي والمساهمة في اندلاع النزاعات الدولية.

### النفايات والتلوث
التلوث البحري هو مصطلح عام يشير إلى دخول مواد كيميائية أو جزيئات يحتمل أن تكون خطرة إلى المحيط. تُعد أكبر مسببات التلوث البحري هى الأنهار ومعها العديد من كيماويات الأسمدة الزراعية وكذلك نفايات الماشية والنفايات البشرية. يؤدي الفائض من المواد الكيميائية المستنزفة للأكسجين إلى نقص الأكسجة المائية وإنشاء منطقة ميتة (يقصد بها المناطق التي تنخفض فيها نسبة الأكسجين في المحيطات والبحيرات بسبب التلوث المفرط).
يصف مصطلح الحطام البحري، والذي يُعرف أيضًا باسم القمامة البحرية، النفايات التي يُخلّفها الإنسان والتي تطفو في أي جسم مائي. يميل الحطام المحيطي إلى التراكم في مراكز الدوامات والسواحل، وكثيرًا ما ينجرف إلى مكان حيث يُعرف باسم فضلات الشاطئ. ويقدر حجم بقعة النفايات في شمال المحيط الأطلسي بمئات الكيلومترات.
توجد مخاوف أخرى تتعلق بالتلوث، من بينها النفايات الزراعية ومخلفات المدن أو البلديات (أو النفايات المنزلية). فنجد أن التلوث المحلي الناتج عن النفايات المنزلية يأتي من شرق الولايات المتحدة وجنوب البرازيل وشرق الأرجنتين؛ أما التلوث النفطي فهو يحدث في البحر الكاريبي، وخليج المكسيك، وبحيرة ماراكايبو، والبحر الأبيض المتوسط، وبحر الشمال؛ في حين أن النفايات الصناعية وتلوث مياه الصرف الصحي البلدية تتواجد في بحر البلطيق وبحر الشمال والبحر الأبيض المتوسط.
أقلعت طائرة تابعة لسلاح الجو الأميركي من طراز سي 124، في 28 يوليو 1957، من قاعدة دوفر الجوية بولاية ديلاوير الأمريكية، وكانت تحمل ثلاث قنابل نووية فوق المحيط الأطلسي عندما تعرضت لعطل في اثنين من محركاتها. عندئذٍ قرر قائد الطائرة التخلص من قنبلتين من أجل سلامة الطاقم وإنقاذ الطائرة، ولكن لم يتسنَّ أبدًا العثور على القنبلتين اللتين أسقطتا أثناء التحليق. (تدلل تلك الحادثة على التلوث المفرط الذي قد تتعرض له الكائنات البحرية في المحيط الأطلسي).

### تغير المناخ
ازداد نشاط الأعاصير في شمال المحيط الأطلسي خلال العقود الماضية بسبب زيادة درجة حرارة سطح البحر عند خطوط العرض الاستوائية، وهي تغيرات يمكن أن تُعزى إما إلى التذبذب الأطلسي الطبيعي المتعدد العقود أو إلى تغير المناخ الناتج عن النشاط البشري. أشار تقرير صدر عام 2005 إلى تباطؤ دوران انقلاب خط الزوال الأطلسي (وهو جزء من دورة حرارية ملحية عالمية تجري في المحيطات ويُعتبر أحد التكوينات المهمة للنظام المناخي للأرض، وهو محصلة محركات الغلاف الجوي والحرارة الملحية) بنسبة 30% بين عامي 1957 و2004. سلطت الأبحاث الضوء، في عام 2024، على وجود ضعف كبير في الدوران بنحو 12% خلال العقدين الماضيين. فلو أن التذبذب الأطلسي المتعدد العقود كان مسؤولًا عن تقلبات درجة حرارة سطح البحر، لكانت قوة دوران انقلاب خط الزوال الأطلسي قد زادت، وهو ما لم يحدث على ما يبدو. أضف إلى ذلك أنه من خلال التحليلات الإحصائية للأعاصير المدارية السنوية يتضح أن هذه التغيرات لا تُظهر دورية متعددة العقود. ومن ثم فإن هذه التغييرات في درجة حرارة سطح البحر من المؤكد أنها ناجمة عن الأنشطة البشرية.
تلعب الطبقة المختلطة للمحيطات دورًا مهمًا في تخزين الحرارة على مدار النطاقات الزمنية الموسمية والعقدية، في حين تتأثر الطبقات الأعمق على مدى آلاف السنين وتمتلك قدرة حرارية تبلغ تقريبًا 50 ضعف القدرة الحرارية للطبقة المختلطة. يوفر هذا الامتصاص للحرارة فارقًا زمنيًا لتغير المناخ ولكنه يؤدي أيضًا إلى التوسع الحراري للمحيطات ما يساهم في ارتفاع مستوى سطح البحر. من المحتمل أن يؤدي الانحباس الحراري العالمي في القرن الحادي والعشرين إلى ارتفاع التوازن في مستوى سطح البحر (هو الارتفاع الذي تكون فيه قطعة الهواء الصاعدة في نفس درجة حرارة بيئتها) بصورة أكبر مما هو عليه اليوم بمقدار خمسة أضعاف، في حين أنه من المرجح أن يؤدي ذوبان الأنهار الجليدية ، ومن بينها الطبقة الجليدية في جزيرة جرينلاند (وهى أكبر جزيرة في العالم، تقع بين المحيط المتجمد الشمالي والمحيط الأطلسي)، والذي من المتوقع ألا يكون له أي تأثير فعليًا خلال القرن الحادي والعشرين، إلى ارتفاع مستوى سطح البحر بمقدار 3-6 أمتار (أي ما يعادل 9.8-19.7 قدم) على مدى ألف عام.